# Batterij van Mont-Fleury

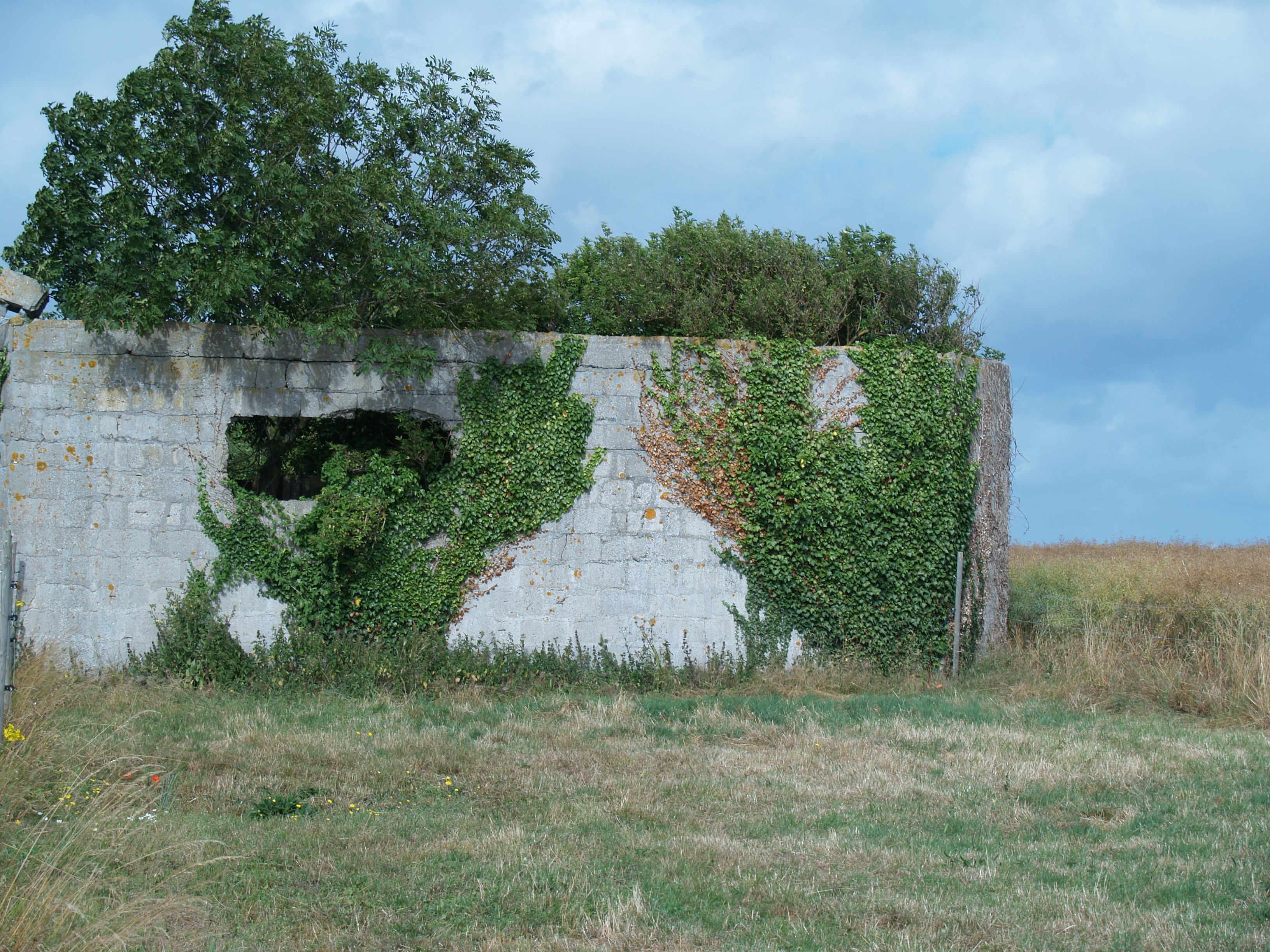
Een kazemat van de batterij van Fleury

De batterij van Mont-Fleury was een kustbatterij in Normandië tijdens de Tweede Wereldoorlog. Het complex werd door Organisation Todt, nabij het Franse dorp Ver-sur-Mer, gebouwd. De Duitsers hadden de batterij bewapend met vier Russische 122 mm kanonnen, beschermd door de vier aanwezige kazematten. De batterij bestreek de stranden Gold en Juno.
De bouw van de batterij begon in maart of april 1944 en was tijdens de geallieerde landing op 6 juni 1944 nog niet voltooid. De bouw van de batterij van Fleury ging wel sneller dan voorheen, omdat er een tijdbesparende methode werd gebruikt.
Na een zwaar bombardement voorafgaand aan de landingen, gevolgd door artilleriebeschietingen vanuit zee, gaf het garnizoen van de batterij slechts lichte weerstand tegen de oprukkende Britse troepen. Al in de morgen van 6 juni werd de batterij ingenomen.